# Альварес, Сауль
Са́нтос Сау́ль (Канело) А́льварес Баррага́н (исп. Santos Saúl "Canelo" Álvarez Barragán; род. 18 июля 1990, Гвадалахара, Мексика) — мексиканский боксёр-профессионал, выступающий в полусредней (до 66,68 кг), первой средней (до 69,85 кг), средней (до 72,57 кг), второй средней (до 76,2 кг) и полутяжёлой (до 79,4 кг) весовых категориях. Лучший боксёр вне зависимости от весовой категории по версии журнала «The Ring» (2019—2022). Боксёр года по версии журнала «The Ring» (2019; 2021).
Среди профессионалов действующий абсолютный чемпион мира во втором среднем весе (2021—2024, 2024—н.в.)., чемпион мира среди молодёжи по версии WBC (2009—2010) в полусреднем весе; чемпион мира по версиям WBC (2011—2013), WBA (2013), WBO (2016—2017) и The Ring (2013) в первом среднем весе; чемпион мира по версиям WBC (2015—2016; 2018—2019), WBA Super (2018—2021), IBF (2019) и The Ring (2015—2018; 2018—2021) в среднем весе. Чемпион мира по версии WBO (2019) в полутяжёлом весе. Регулярный чемпион мира по версии WBA (2018—2020), чемпион мира по версии IBF (2021—2024), действующий чемпион мира по версиям WBA-Super (2020—н. в.), WBC (2020—н. в.), WBO (2021—н. в.), IBF (2024—н. в.) и The Ring (2020—н. в.) во втором среднем весе. В целом, за всю свою карьеру победил 23 боксёра за титул чемпиона мира.
На сегодняшний день является самым высокооплачиваемым боксёром. С октября 2018 по 20 марта 2019 года являлся самым высокооплачиваемым спортсменом в истории по сумме индивидуального контракта. Сохраняет первенство по среднегодовой оплате за право эксклюзивной онлайн-трансляции поединков ($73 млн в год только за право трансляции без учёта гонорара с каждого отдельного поединка). Журнал «Форбс» трижды включал Альвареса в десятку самых высокооплачиваемых спортсменов в мире, в 2019, 2022 и 2023 годах (Альварес единственный боксёр и единственный мексиканец в этом перечне) с ежегодным доходом превышающим сто миллионов долларов.

## Любительская карьера
Альварес начал заниматься боксом в возрасте 13 лет. Провёл на любительском ринге 20 поединков за два года, завоевал серебряную медаль на чемпионате Мексики 2004 года и золотую медаль на чемпионате Мексики 2005 года.
В тот период Сауль получил прозвище, которое осталось с ним на всю жизнь — “Канело”. Это имя связано с его необычным для латиноамериканцев внешним видом: светлая кожа, рыжие волосы и множество веснушек на лице. По мнению многих, Хосе Рейносо, тренер Сауля, в шутке первым обратил внимание на эту особенность, назвав его “Canelito”, что можно перевести как "маленькая корица". Но со временем, когда юноша стал взрослым, его прозвище преобразилось в более взрослое — “Canelo”.

## Профессиональная карьера
Альварес дебютировал на профессиональном ринге 29 октября 2005 года в возрасте 15 лет. В 2005 году он нокаутировал двух соперников и в январе 2006 года вышел на ринг с дебютантом, будущим чемпионом в лёгком весе Мигелем Васкесом, которого Альварес победил раздельным решением судей в четырёхраундовом поединке.
В июле 2006 года свёл вничью бой с соотечественником, Хорхе Яресом. После этого боя последовала уверенная серия побед.
Первые несколько боёв в 2005 и 2006 годах он провёл в рамках первой полусредней весовой категории — 140 фунтов (до 63,5 кг), затем стал проводить бои в рамках договорного промежуточного веса — 145 фунтов (до 65,8 кг) и только в 2007 году окончательно перешёл в полусредний вес — 147 фунтов (до 66,68 кг).

### Бои в полусреднем весе
В апреле 2008 года Сауль встретился с непобеждённым соотечественником Габриэлем Мартинесом, победил его досрочно, отказом от продолжения боя в 12-м раунде, и завоевал титул WBA Fedecentro в полусреднем весе.
28 июня 2008 года Сауль победил по очкам в повторном бою Мигеля Васкеса.
В январе 2009 года нокаутом в первом раунде Сауль победил Антонио Фитча и завоевал титул NABF в среднем весе. Следующий бой Альварес провёл с непобеждённым доминиканцем, Эури Гонсалесом и добавил к своему титулу звание чемпиона по версии WBO Latino. В апреле 2009 года Сауль нокаутировал Мишеля Росалеса.
8 августа 2009 года Сауль завоевал молодёжный титул WBC в полусреднем весе.

### Бои в первом среднем весе
В июле 2010 года нокаутировал аргентинца Лучано Леонеля Куэлло и завоевал титул серебряного чемпиона мира по версии WBC в первом среднем весе.
В сентябре защитил титул против бывшего чемпиона, аргентинца Карлоса Мануэля Бальдомира, нокаутом в 6-м раунде. Следующую защиту титула провёл в декабре 2010 года, победив по очкам австралийца, бывшего чемпиона мира Лавмора Нду.

#### Завоевание титула чемпиона мира
В марте 2011 года Сауль победил по очкам британца Мэттью Хаттона и завоевал вакантный титул чемпиона мира по версии WBC в первом среднем весе. Во втором раунде Альварес разбил Хаттону нос, а в четвёртом рассёк бровь, но нокаутировать британца Альварес не смог.
В этом же году Альварес трижды защитил свой титул. Сначала победил нокаутом британца Раина Родса. Родс пытался работать в дальней дистанции, и превзошёл Альвареса по джебам. Но Альварес донёс до цели вдвое больше силовых ударов.
В сентябре 2011 года Сауль нокаутировал мексиканца Альфонсо Гомеса в 6-м раунде. В первом раунде Альварес послал Гомеса на канвас. В шестом раунде Альварес начал избивать соотечественника, и рефери прекратил бой.
В конце года Альварес нокаутировал известного пуэрториканца Кермита Синтрона. Альварес осторожно начал бой, и первые три раунда работал от обороны. Начиная с четвёртого раунда Альварес начал избивать Синтрона, и от падения пуэрториканца спасали только канаты. В 5-м раунде доминирование Альвареса начало только нарастать, и после длительной атаки мексиканца рефери остановил поединок.

#### Бой с Шейном Мосли
Четвёртую защиту титула Альварес провёл 5 мая 2012 года с известным американским боксёром, бывшим чемпионом в трёх весовых категориях, Шейном Мосли. Поединок проходил в андеркарде боя Флойд Мейвезер — Мигель Котто. Гонорар Альвареса составил 2 млн $, Мосли — 600 тыс. $. Альварес контролировал ход практически всего поединка, в то время как Мосли смог одержать верх в лишь нескольких эпизодах. Альварес нанёс своему сопернику большое количество мощных и точных ударов. По итогам боя все трое судей единогласно отдали победу молодому мексиканскому боксёру: 119—109, 119—109, 118—110.

#### Бой с Хосесито Лопесом
В сентябре 2012 года Сауль вышел на ринг с американцем Хосесито Лопесом. Лопес прославился предыдущим поединком, в котором сломал челюсть бывшему чемпиону Виктору Ортису. Гонорар Альвареса составил 2 млн $, а Лопеса — 212,5 тыс. $. Интрига и рейтинг поединка были очень высоки. Лопес ничего не смог сделать в отличие от своего противника: мексиканский боксёр контролировал ход поединка, и сумел послать Лопеса на настил во 2, 3 и 4 раундах, а в 5 раунде Альварес вновь удачно контратаковал. Лопес не смог ничего сделать, и судья остановил бой.

#### Объединительный бой с Остином Траутом
20 апреля 2013 года состоялся бой с американцем Остином Траутом. Мексиканец всё никак не мог улучить момент, чтобы зацепиться ударом справа, и долгие периоды следовал за соперником без ударов. Остин Траут же уверенно работал джебом и регулярно попадал крюком слева, пользуясь тем, что Сауль «забыл» о работе по корпусу. В начале 7-го раунда Остину был отсчитан нокдаун — результат точного попадания Альвареса правым прямым вразрез. Впоследствии мексиканец не раз пытался повторить этот успех, действуя порой просто и скупо, но плотно сидящий на джебе Траут не делал больше грубых ошибок. Более того, Сауль слишком часто старался не работать на атаку, а сосредотачивался на демонстрации защитных навыков, из-за чего Траут «крал» эпизоды за счёт большей активности. Ровный, без каких-либо интригующих эпизодов (кроме нокдауна) поединок завершился единогласной победой Альвареса: 115—112, 116—111 и 118—109 в его пользу. Таким образом, Сауль стал обладателем двух поясов чемпиона мира — по версиям WBC и WBA.

#### Супербой с Мейвезером
14 сентября 2013 года Сауль Альварес встретился в бою за лидерство в рейтинге p4p (лучших боксёров вне зависимости от весовых категорий) с Флойдом Мейвезером. Поединок стал самым кассовым в истории бокса на тот момент, общая сумма сборов составила более 150 млн $. Встреча прошла полностью под диктовку Мейвезера — Альварес мало что смог противопоставить опытному противнику, и тот с большим преимуществом перебоксировал Альвареса. Несмотря на тотальное доминирование Мейвэзера, судейское решение было не таким однозначным — двое судей отдали предпочтение Мейвезеру, в то время как третий выставил ничейный результат. Альварес потерпел первое поражение на профессиональном ринге.

### Бои в промежуточном весе 155 фунтов (до 70,3 кг)
После первого поражения в карьере в марте 2014 года Альварес провёл бой по системе платных трансляций с мексиканцем Альфредо Ангуло. В зрелищном бою Канело победил техническим нокаутом в 10-м раунде.

#### Бой с Эрисланди Лара
13 июля 2014 года состоялся поединок против кубинца Эрисланди Лары. Альварес был фаворитом. Ставки принимались из расчёта: 1,55 на победу мексиканца и 2,75 на победу кубинца. Поединок получился достаточно интересным. Начало боя, за счёт скорости и хорошего передвижения на ногах, взял Лара. Начиная с 4 раунда Альварес стал сокращать дистанцию и пытаться пробивать комбинации по корпусу, которые частично приходились в блок и большой эффективностью не отличались. В середине боя Сауль смог подловить своего соперника ударом снизу с финтом, тем самым открыв ему рассечение над правым глазом. Рассечение немного мешало в бою кубинцу и один из раундов он просто бегал от мексиканца. Конец боя был очень напряжённым и для болельщиков, и для судей, и для боксёров. Альварес взрывался мощными комбинациями, в основном по корпусу, а Лара попадал точные удары и хорошо перемещался по рингу. Выявить победителя было очень сложно. Один судья отдал победу Эрисланди, а два других увидели победу Сауля. После боя в интервью кубинец заявил, что выиграл бой на 100 % и мексиканец не достоин уважения, Альварес же сказал, что если Лара и выиграл, то только в марафоне, так как постоянно бегал от него.
Остин Траут, который проводил бой с обоими, перед поединком предсказывал победу Эрисланди, а после боя заявил что победа была за Канело. Многие эксперты бокса признают крайне лояльное отношение судей к Альваресу, это касается и боя с Мейвезером, где один судья дал абсурдную ничью, это же касается и боя с Ларой, где многие эксперты увидели однозначную победу Лары, также и в ряде других поединков.
Осенью 2014 года стало известно, что Альварес ушёл с телеканала Showtime и заключил контракт с каналом HBO.

#### Бой с Джеймсом Кирклендом
9 мая 2015 года Альварес вышел на ринг с американским нокаутёром Джеймсом Кирклендом. Киркленд агрессивно начал бой, прижав Альвареса к канатам в начале боя, но мексиканец лучше защищался и хорошо контратаковал. Уже в первом раунде точным ударом с правой Альварес отправил соперника в нокдаун. Второй раунд также прошёл при преимуществе Альвареса. В третьем раунде Альварес точным правым апперкотом отправил соперника во второй нокдаун. Киркленд смог встать, но затем Альварес правым боковым отправил его в тяжёлый нокаут.

#### Чемпионский бой с Мигелем Котто
21 ноября 2015 года в Лас-Вегасе состоялся бой между Мигелем Котто и Саулем «Канело» Альваресом. Поединок продлился все 12 раундов и завершился победой мексиканского боксёра единогласным решением судей, которое, по мнению ряда экспертов, не являлось достаточно объективным.

#### Бой с Амиром Ханом
7 мая 2016 года в Лас-Вегасе состоялся бой Альвареса против британца Амира Хана. Ради этого боя Хан поднялся на 1 весовую категорию. Бой проходил в промежуточном весе 155 фунтов. В первых раундах британец удивил многих. Хан противопоставил противнику высокую скорость, отличную работу ног, постоянные смещения и неплохие комбинации. Мексиканец долгое время не мог приноровиться к сопернику и часто промахивался. После первых пяти раундов Хан смотрелся как минимум не хуже мексиканца и вполне мог лидировать по очкам. Однако уже в пятом раунде стало заметно, что Хан немного увлекается в атаках и задерживается на ближней дистанции больше, чем обычно. В поединке против обладающего сильным ударом Альвареса это могло закончиться плачевно. Так и получилось в шестом раунде: Альварес в начале трёхминутки сначала немного пошатнул Хана, а в конце сильным ударом справа поймал его на противоходе и отправил на настил ринга. Судья не стал открывать счёт и зафиксировал победу Альвареса. Хан ещё некоторое время пролежал на полу без сознания, но затем пришёл в себя. После боя Хан был госпитализирован.

#### Отказ от титула чемпиона WBC в среднем весе
В мае 2016 года Сауль Альварес официально отказался от титула чемпиона мира по версии WBC в среднем весе в пользу обязательного претендента Геннадия Головкина. «После долгих раздумий я сегодня дал распоряжение Golden Boy Promotions продолжать переговоры об организации боя с Геннадием Головкиным и договориться, как можно быстрее. Я также сообщил WBC, что освобождаю титул WBC.
На протяжении всей своей карьеры я принимал бои, которые никто не хотел принимать потому, что я никого не боюсь. Я буду драться с Головкиным и разобью его. Но я не буду выходить на ринг ввиду искусственных сроков», — заявил Альварес в официальном пресс-релизе.

#### Чемпионский бой с Лиамом Смитом
После отказа от титула WBC, Альварес спустился в первую среднюю весовую категорию, где 17 сентября 2016 года провёл поединок с непобеждённым британцем Лиамом Смитом, чемпионом мира по версии WBO. Альварес превосходил соперника в физической мощи, активности и точности ударов, выиграв все раунды боя. Смит пытался идти на обострение, и иногда попадал, но его удары не произвели эффекта на мексиканца. В пятом раунде у британца открылось рассечение у правого глаза. В седьмом раунде после попадания Альвареса с правой Смит оказался в первом нокдауне в своей карьере, однако смог продолжить бой. В восьмом раунде Альварес снова послал соперника на канвас левой по корпусу, а в девятом нокаутировал его разрушительным левым хуком по печени, завоевав титул чемпиона мира в первом среднем весе.

### Бои в среднем весе

#### Бой с Хулио Сесаром Чавесом младшим
6 мая 2017 года Альварес встретился со своим соотечественником, экс-чемпионом по версии WBC в среднем весе, Хулио Сесаром Чавесом младшим, сыном известного боксёра Хулио Сесара Чавеса. Поскольку боксёры выступали в разных весовых категориях, между сторонами был согласован промежуточный вес в 74,6 кг, располагающийся между лимитами средней (до 72,6 кг) и второй средней (до 76,2 кг) весовых категорий. На стороне Чавеса помимо опыта выступления в более крупных весовых категориях было также преимущество в габаритах (рост 185 см против 175 у Альвареса).
Вопреки многочисленным обещаниям Чавеса показать зрелищный бой, Альварес полностью доминировал на ринге, начав с первого же раунда осыпать соперника ударами. Чавес практически весь бой отступал и лишь иногда, заполняя паузы между атаками Альвареса, взрывался небольшими сериями ударов, большинство из которых приходилось в защиту. В заключительных раундах публика начала гулом выражать недовольство односторонним характером боя, но ситуация на ринге не изменилась. Альварес победил единогласным решением судей с разгромным счётом 120—108.

#### Чемпионский бой с Геннадием Головкиным
Головкин на протяжении всего поединка боксировал первым номером, прессингуя Альвареса, который работал на контратаках и не вступал с Геннадием в размены, предпочитая прятаться за защитой. Во многом благодаря этому Головкин переработал Альвареса в первой половине боя. После середины боя Канело начал активно включаться и работать сериями, хотя территорией по-прежнему владел Головкин. Ближе к концу боя Геннадий Головкин всё чаще переходил в режим «терминатора», максимально усиливая натиск, но и Альварес уже не отсиживался в обороне, а встречая агрессора контратаками. На протяжении боя никто из боксёров не был потрясён, хотя несколько мощных и точных ударов с обеих сторон достигли цели.
В результате судейский вердикт: 118—110 Альварес, 115—113 Головкин и 114—114. Ничья. Как и во многих боях ранее, этот вердикт судей вызвал широкий резонанс, практически все независимые эксперты увидели победу Головкина, по компьютерному подсчёту количества попавших ударов также уверенно лидирует Головкин. Сразу после поединка Геннадий и Канело дали согласие на реванш.
17 февраля 2018 года Альварес провалил допинг-тест перед поединком с Геннадием Головкиным, обнаружены следы кленбутерола.
3 и 5 марта 2018 года результаты допинг-тестов на кленбутерол и другие запрещённые вещества оказались отрицательными.
Бой Альвареса и Головкина должен был состояться 5 мая 2018 года в Лас-Вегасе, но 3 апреля повторный бой Головкина и Альвареса был отменён из-за отказа мексиканского боксёра. «Канело» объяснил причины своего решения и рассказал о ближайших планах. «В ответ» Головкин объявил дату своего следующего боя, проанонсировав своё следующее противостояние.
18 апреля 2018 года Атлетическая комиссия штата Невада вынесла решение о дисквалификации Альвареса на 6 месяцев, начало дисквалификации начинается с момента обнаружения кленбутерола в допинг-пробе 17 февраля 2018 года.
В мае 2020 года спортивный стриминговый сервис DAZN, с которым были заключены контракты у обоих боксёров, пригласил трёх независимых судей, чтобы они пересмотрели бой. Судьи единогласным решением (два по 115—113 и 116—112) присудили победу Головкину. Однако следует учитывать, что второй бой Головкин спорно проиграл, но этот результат не оспаривался.
Лишение чемпионского пояса по версии журнала The Ring
18 июня 2018 года The Ring отобрал пояс чемпиона у Альвареса и отдал его Головкину.

#### Второй бой с Геннадием Головкиным
15 сентября 2018 года на стадионе Ти-Мобайл Арена Альварес провёл матч-реванш против Головкина. Первые два раунда были ознакомительными, в них преимущество было на стороне Головкина, Альварес записал на свой счёт два следующих раунда. Мексиканец был более точен в джебах, но ему не хватало мощи ударов. Головкин превосходил своего соперника в апперкотах, техничности и силе ударов. К пятому раунду Головкин увеличил темп, но продолжил боксировать придерживаясь тактики «отработал и отошёл». Альварес действовал вторым номером, стараясь ловить соперника на контратаках. В седьмом раунде скорость казахстанского боксёра несколько снизилась, на его фоне соперник выглядел более свежим. В заключительных раундах было сложно определить победителя. Боксёры не меняли свою тактику и манеру, показывали равный бой с переменным успехом.
Этот поединок получил статус бой года по версии журнала «Ринг» (2018).
После победы во втором бое над Геннадием Головкиным, в октябре 2018 года Альварес подписал масштабное соглашение с онлайн-стримингом DAZN. Контракт был подписан сроком на 5 лет, за которые Канело должен провести 10 поединков, при этом гарантированная награда боксёру составляет $365 миллионов долларов (на сегодняшний день это самая большая гарантированная выплата в истории спорта, предыдущим обладателем рекорда был Флойд Мейвезер-младший. Но у Флойда Мэйвезера не было контракта на 10 боёв, а суммарно за 1 поединок Мэйвезер до сих пор остаётся обладателем рекорда).

#### Чемпионский бой с Рокки Филдингом во втором среднем весе
15 декабря 2018 состоялся бой Альвареса с чемпионом мира по версии WBA во втором среднем весе британцем Рокки Филдингом (27-1). Филдинг уступил техническим нокаутом в третьем раунде.

#### Альварес против Джейкобса
4 мая 2019 года в Неваде (США) Альварес проводил чемпионскую защиту против американского боксёра Дэниела Джейкобса. Бой был объединительным, так как мексиканец на тот момент владел титулами WBA Super и WBC, а американец был чемпионом мира по версии IBF. Бой проходил под диктовку мексиканского боксёра, который контролировал соперника за счёт дистанционных ударов, которые приносили ему очки. По итогам 12 раундов судьи отдали безоговорочную победу Альваресу, который одержал свою 52 победу. Экс-соперник Альвареса Геннадий Головкин в социальных сетях охарактеризовал бой как «скучный». Помимо очередного пояса чемпиона Сауль Альварес получил за бой около 35 миллионов долларов.

#### Чемпионский бой с Сергеем Ковалёвым в полутяжёлом весе
Весь бой перед Ковалёвым стояла задача пробить блок Альвареса левым джебом, но попытки были тщетными. Альварес занимал центр ринга и вёл бой, контратаковал после ударов Сергея. До 6-го раунда открытого бокса не последовало, но уже потом по инициативе Альвареса он начался. Ковалёв начал подключать правую руку, но удары попадали в блок, а его соперник наносил амплитудные удары. В 9-м раунде темп повысился, амплитудных ударов от Канело стало ещё больше и при попытках атаковать Сергей изредка попадал навстречу, но сильных ударов не последовало. Так продолжалось до 11-го раунда, когда Альварес нанёс очередной сильный удар левой в блок Ковалёву, после чего тот пошатнулся и не заметил прямого удара в челюсть от соперника, который его нокаутировал.

### Бои во втором среднем весе

#### Объединительный бой с Билли Джо Сондерсом
Ради этого боя Саулю Альваресу пришлось ранее дать титульный бой малоизвестному турецкому боксёру Авни Йылдырыму, победа в котором открыла мексиканскому боксёру путь к чемпионскому бою с непобеждённым ранее британцем Билли Джо Сондерсом (30-0).
Бой с Билли Джо Сондерсом состоялся 8 мая 2021 года в Арлингтоне (США). Сондерс грамотно выстроил поединок с Альваресом, методично работая по этажам и набирая очки в течение пяти раундов, но в 6-м раунде начал сказываться опыт мексиканца — успешно разрывая дистанцию, он начал полностью доминировать над оппонентом. Бой был остановлен перед началом 9-го раунда, так как тренер Сондерса отказался выпускать бойца в ринг, сославшись на травму. Последующее обследование выявило у британца перелом орбитальной кости. Сауль Альварес защитил свои пояса и добавил к ним титул чемпиона WBO в весовой категории 76,2 кг.

#### Бой с Калебом Плантом за звание абсолютного чемпиона мира
6 ноября 2021 года в Лас-Вегасе (США) состоялся объединительный бой с небитым американцем Калебом Плантом (21-0), которого Альварес победил техническим нокаутом в 11-м раунде и завоевал титул абсолютного чемпиона мира по версиям IBF (4-я защита Планта), WBC (3-я защита Альвареса), WBA Super (3-я защита Альвареса), и WBO (1-я защита Альвареса) во 2-м среднем весе. По счёту судей на момент остановки боя побеждал Калеб Плант: 96—94, 97—93, 98—92.

#### Чемпионский бой с Дмитрием Биволом в полутяжёлом весе
7 мая 2022 года в Лас-Вегасе Дмитрий Бивол провёл супербой с лучшим боксёром мира вне зависимости от весовых категорий, абсолютным чемпионом мира во втором среднем весе мексиканцем Саулем «Канело» Альваресом, который ранее проигрывал только одному из лучших боксёров в истории Флойду Мейвезеру. Первые четыре раунда прошли в максимально конкурентной борьбе. Канело, будучи явным фаворитом, работал первым номером, сокращал дистанцию и работал силовыми ударами. Бивол внимательно защищался, старался держать соперника на джебе и контратаковать. Начиная с середины боя россиянин неожиданно завладел инициативой и начал чаще работать сериями ударов, в то время как Канело резко сбавил в активности и начал чаще пропускать. К поздним раундам стало очевидно, что чемпион намного лучше готов функционально. Канело сильно устал и выглядел растерянным, в то время как Бивол продолжал работать в удобном для себя темпе и забирал раунд за раундом. Эпизодические успехи у Альвареса были только в девятом раунде, но уже в следующей трёхминутке россиянин устроил мексиканцу настоящее избиение. Последние два раунда оба провели на тихой волне, но Бивол был точнее и активнее.
По итогам 12 раундов судьи выставили необъективно близкий счёт (115—113 трижды) в пользу Дмитрия Бивола, который совершил грандиозный апсет, нанеся Альваресу первое поражение за последние 9 лет карьеры, одержал 20-ю победу кряду и вновь отстоял свой титул.

#### Бой с Хайме Мунгия за звание абсолютного чемпиона мира
4 мая 2024 года на Ти-Мобайл Арене состоялся бой с мексиканцем Хайме Мунгия. Бой, запланированный на двенадцать раундов, завершился на полной дистанции, победу одержал Альварес по единогласному решению судей. В четвертом раунде он отправил своего соперника в нокдаун. Это 61-я победа для Сауля Альвареса в профессиональном боксе, в то время как Мунгия потерпел свое первое поражение в карьере.

#### Отказ от титула IBF и бой с Берлангой
IBF обязала провести бой против обязательного претендента на титул Уильяма Скулла. В июле стало известно, что Альварес не рассматривает Скулла в качестве претендента ввиду его неизвестности и готов оставить пояс лишившись звания абсолютного чемпиона. Поединок же он выберет против другого обязательного претендента по линии WBA Эдгара Берланги. Бой с пуэрториканским претендентом прошёл в Лас Вегасе. Берланга, в день боя весящий 88 кг старался много работать на ногах и отстреливаться джебом. В начале 3-го раунда Канело отправляет боковым ударом претендента на пол, но добить не удается. В середине боя показалось, что Берланга нашёл свой бокс - его джеб и контрудары дали ему выглядеть хорошо в пару раундов, но к чемпионскому отрезку Канело вновь прибрал нить боя к рукам. Он усилил давление и был значительно эффективней. В 11-м чемпион смог подловить Берлангу, у него подкосились ноги от пропущенного, но  он смог достоять. Счет судей: 117—110, 119—109 дважды пользу чемпиона. Система Compubox обнародовала статистику боя: Канело превзошел претендента во всём: в точных ударах (201-119), в джебах (68-54) и в силовых (133-65).

#### Вызов на бой от Теренса Кроуфорда
Почти сразу после боя с Берлангой чемпион мира в четырёх весовых категориях, действующий боец первого среднего веса американец Теренс Кроуфорд (41-0, 31 КО) и саудовский инвестор бокса Турки Аль аш-Шейх бросили вызов Канело Альваресу. Ранее Канело заявил, что мог бы легко справится с Кроуфордом. 

#### Бой с Уильямом Скуллом за звание абсолютного чемпиона мира
3 мая 2025 года в Эр-Рияде (Саудовская Аравия) состоялось объединение поясов в суперсреднем весе, объединённый чемпион мира по версиям WBC, WBA-Super, WBO, The Ring Альварес побил по очкам чемпиона IBF Вильяма Скулла (23-1, 9 КО) снова став абсолютным чемпионом мира. Бой выдался скучным, мало смотрибельный с малым количеством опасных моментов. Канело работал в центре ринга пытаясь поймать кубинца, тот в свою очередь, бессовестно велосипедил по рингу. Несмотря на замечания рефери бой бойцы закончили на "тихой волне". Счёт боя: 115—113, 116—112 и 119—109 в пользу мексиканца который вернул в свою коллекцию пояс IBF. После боя на ринг вышел Теренс Кроуфорд, Турки Аль аш-Шейх и сделали дуэль взглядов с Альваресом. По статистике Compubox: Бойцы установили антирекорд по ударам. Канело выбросил всего 152 удара, а Скулл 293. Альварес нанёс всего на один точный удар больше (56-55). При этом Скулл лидировал в джебах (27-8), Канело в силовых (48-28). После поединка оба боксера подверглись критике со стороны болельщиков, промоутеров и некоторых боксеров. 

## Статистика профессиональных боёв
В таблице перечислены результаты всех поединков боксёров.
В каждой строке указан результат поединка. Дополнительно номер поединка обозначен цветом, который обозначает итог поединка. Расшифровка обозначений и цветов представлена в нижеследующей таблице.
| Пример | Расшифровка                     |
| ------ | ------------------------------- |
|        | Победа                          |
|        | Ничья                           |
|        | Поражение                       |
|        | Планируемый поединок            |
|        | Поединок признан несостоявшимся |
| КО     | Нокаут                          |
| ТКО    | Технический нокаут              |
| PTS    | Решение судей (по очкам)        |
| UD     | Единогласное решение судей      |
| MD     | Решение большинства судей       |
| SD     | Раздельное решение судей        |
| RTD    | Отказ от продолжения боя        |
| DQ     | Дисквалификация                 |
| NC     | Поединок признан несостоявшимся |

| 67 поединков, 63 победы (39 нокаутом), 2 ничьи, 2 поражения.   | 67 поединков, 63 победы (39 нокаутом), 2 ничьи, 2 поражения. | 67 поединков, 63 победы (39 нокаутом), 2 ничьи, 2 поражения. | 67 поединков, 63 победы (39 нокаутом), 2 ничьи, 2 поражения. | 67 поединков, 63 победы (39 нокаутом), 2 ничьи, 2 поражения. | 67 поединков, 63 победы (39 нокаутом), 2 ничьи, 2 поражения. | 67 поединков, 63 победы (39 нокаутом), 2 ничьи, 2 поражения. |
| Бой                                                            | Рекорд                                                       | Дата боя                                                     | Соперник                                                     | Место проведения боя                                         | Результат                                                    | Дополнительно |
| -------------------------------------------------------------- | ------------------------------------------------------------ | ------------------------------------------------------------ | ------------------------------------------------------------ | ------------------------------------------------------------ | ------------------------------------------------------------ | --- |
| 68                                                             |                                                              | 13 сентября 2025                                             | Теренс Кроуфорд (41-0)                                       | Allegiant Stadium, Лас-Вегас, США                            | (12)                                                         | Бой за титул абсолютного чемпиона мира по версиям WBC, WBA-Super (10-я защита Альвареса), WBO (8-я защита Альвареса), The Ring (6-я защита Альвареса) и IBF (1-я защита Альвареса, повторная) во 2-м среднем весе.                                                                                    |
| 67                                                             | 63-2-2                                                       | 3 мая 2025                                                   | Уильям Скалл (23-0)                                          | The Venue Riyadh Season, Эр-Рияд, Саудовская Аравия          | UD 12                                                        | Бой за титул абсолютного чемпиона мира по версиям WBC, WBA-Super (9-я защита Альвареса), WBO (7-я защита Альвареса), The Ring (5-я защита Альвареса) и IBF (1-я защита Скалла) во 2-м среднем весе. Счёт судей: 115-113, 116-112, 119-109.                                                            |
| 66                                                             | 62-2-2                                                       | 14 сентября 2024                                             | Эдгар Берланга (22-0)                                        | T-Mobile Arena, Лас-Вегас, США                               | UD 12                                                        | Бой за титул чемпиона мира по версиям WBC (8-я защита Альвареса), WBA Super (8-я защита Альвареса), WBO (6-я защита Альвареса) и The Ring (4-я защита Альвареса) во 2-м среднем весе. Счёт судей: 118-109, 117-110, 118-109.                                                                          |
| 65                                                             | 61-2-2                                                       | 4 мая 2024                                                   | Хайме Мунгия (43-0)                                          | T-Mobile Arena, Лас-Вегас, США                               | UD 12                                                        | Бой за звание абсолютного чемпиона мира по версиям WBC (7-я защита Альвареса), WBA Super (7-я защита Альвареса), WBO (5-я защита Альвареса), IBF (4-я защита Альвареса) и The Ring (3-я защита Альвареса) во 2-м среднем весе. Мунгия в нокдауне в 4-м раунде. Счёт судей: 117-110, 116-111, 115-112. |
| 64                                                             | 60-2-2                                                       | 30 сентября 2023                                             | Джермелл Чарло (35-1-1)                                      | T-Mobile Arena, Лас-Вегас, США                               | UD 12                                                        | Бой за звание абсолютного чемпиона мира по версиям WBC (6-я защита Альвареса), WBA-Super (6-я защита Альвареса), WBO (4-я защита Альвареса), IBF (3-я защита Альвареса) и The Ring (2-я защита Альвареса) во 2-м среднем весе. Счёт судей: 119-108, 118-109 (дважды).                                 |
| 63                                                             | 59-2-2                                                       | 6 мая 2023                                                   | Джон Райдер (32-5)                                           | Стадион Акрон, Сапопан, Халиско, Мексика                     | UD 12                                                        | Бой за звание абсолютного чемпиона мира по версиям IBF (2-я защита Альвареса), WBC (5-я защита Альвареса), WBA Super (5-я защита Альвареса), WBO (3-я защита Альвареса) и The Ring (1-я защита Альвареса) во 2-м среднем весе. Счёт судей: 120-107, 118-109 (дважды)                                  |
| 62                                                             | 58-2-2                                                       | 17 сентября 2022                                             | Геннадий Головкин (3) (42-1-1)                               | Ти-Мобайл Арена, Лас-Вегас, Невада, США                      | UD 12                                                        | Бой за титул абсолютного чемпиона мира по версиям IBF (1-я защита Альвареса), WBC (4-я защита Альвареса), WBA Super (4-я защита Альвареса), WBO (2-я защита Альвареса) и The Ring во 2-м среднем весе. Счёт судей: 116-112, 115-113 (дважды).                                                         |
| 61                                                             | 57-2-2                                                       | 7 мая 2022                                                   | Дмитрий Бивол (19-0-0)                                       | Ти-Мобайл Арена, Лас-Вегас, Невада, США                      | UD 12                                                        | Бой за титул чемпиона мира по версии WBA (3-я защита Бивола) в полутяжёлом весе. Счёт: 113-115 (трижды). |
| 60                                                             | 57-1-2                                                       | 6 ноября 2021                                                | Калеб Плант (21-0)                                           | MGM Grand, Лас-Вегас, Невада, США                            | TKO 11 (12), 0:35                                            | Объединительный бой за титул абсолютного чемпиона по версиям IBF (4-я защита Планта), WBC (3-я защита Альвареса), WBA Super (3-я защита Альвареса), и WBO (1-я защита Альвареса) во 2-м среднем весе.                                                                                                 |
| 59                                                             | 56-1-2                                                       | 8 мая 2021                                                   | Билли Джо Сондерс (30-0)                                     | AT&T Стэдиум, Арлингтон, Техас, США                          | RTD 8 (12), 3:00                                             | Завоевал титул чемпиона мира по версии WBO (3-я защита Сондерса). Защитил титулы чемпиона мира по версиям WBC (2-я защита Альвареса), и супер-чемпиона мира по версии WBA (2-я защита Альвареса) во 2-м среднем весе.                                                                                 |
| 58                                                             | 55-1-2                                                       | 27 февраля 2021                                              | Авни Йылдырым (21-2)                                         | Хард Рок-стэдиум, Майами, Флорида, США                       | RTD 3 (12), 3:00                                             | Защитил титулы чемпиона мира по версии WBC (1-я защита Альвареса) и супер-чемпиона мира по версии WBA (1-я защита Альвареса) во 2-м среднем весе. |
| 57                                                             | 54-1-2                                                       | 19 декабря 2020                                              | Каллум Смит (27-0)                                           | Alamodome, Сан-Антонио, Техас, США                           | UD 12                                                        | Завоевал титул супер-чемпиона мира по версии WBA (3-я защита Смита) и вакантный титул чемпиона мира по версии WBC во 2-м среднем весе. Счёт: 117-111, 119-109, 119-109. |
| 56                                                             | 53-1-2                                                       | 2 ноября 2019                                                | Сергей Ковалёв (34-3-1)                                      | MGM Grand Garden Arena, Лас-Вегас, Невада, США               | KO 11 (12), 2:15                                             | Бой за титул чемпиона мира по версии WBO (2-я защита Ковалёва) в полутяжёлом весе. |
| 55                                                             | 52-1-2                                                       | 4 мая 2019                                                   | Дэниел Джейкобс (35-2)                                       | Ти-Мобайл Арена, Лас-Вегас, Невада, США                      | UD (12)                                                      | Объединительный бой за титул чемпиона мира по версиям WBA (super)(1-я защита Альвареса), WBC(1-я защита Альвареса), IBF(1-я защита Джейкобса) и The Ring в среднем весе. Счёт: 116-112, 115-113 (дважды).                                                                                             |
| 54                                                             | 51-1-2                                                       | 15 декабря 2018                                              | Рокки Филдинг (27-1)                                         | Мэдисон-сквер-гарден, Нью-Йорк, США                          | TKO 3 (12), 2:38                                             | Завоевал титул чемпиона мира по версии WBA (Regular) (1-я защита Филдинга) во 2-м среднем весе. Филдинг в нокдауне в 1-м, 2-м и 3-м раундах. |
| Перешёл во второй средний вес — 168 фунтов (до 76,2 кг).       |                                                              |                                                              |                                                              |                                                              |                                                              | |
| 53                                                             | 50-1-2                                                       | 15 сентября 2018                                             | Геннадий Головкин (2) (38-0-1)                               | Ти-Мобайл Арена, Лас-Вегас, Невада, США                      | MD 12                                                        | Бой за титулы суперчемпиона мира по версии WBA (20-я защита Головкина), чемпиона мира по версиям WBC (5-я защита Головкина), IBO (18-я защита Головкина) и The Ring в среднем весе. Счёт судей: 114-114, 115-113 (дважды).                                                                            |
| 52                                                             | 49-1-2                                                       | 16 сентября 2017                                             | Геннадий Головкин (37-0)                                     | Ти-Мобайл Арена, Лас-Вегас, Невада, США                      | SD 12                                                        | Бой за титулы суперчемпиона мира по версии WBA (18-я защита Головкина), чемпиона мира по версиям WBC (3-я защита Головкина), IBF (4-я защита Головкина), IBO (16-я защита Головкина) и The Ring в среднем весе. Счёт судей: 118-110, 113-115, 114-114.                                                |
| 51                                                             | 49-1-1                                                       | 6 мая 2017                                                   | Хулио Сезар Чавес мл. (50-2-1)                               | Ти-Мобайл Арена, Лас-Вегас, Невада, США                      | UD 12                                                        | Бой в рамках промежуточного веса 164,5 фунта (74,6 кг). Счёт: 120-108 (трижды). |
| Окончательно перешёл в средний вес — 160 фунтов (до 72,57 кг). |                                                              |                                                              |                                                              |                                                              |                                                              | |
| 50                                                             | 48-1-1                                                       | 17 сентября 2016                                             | Лиам Смит (23-0-1)                                           | AT&T Стэдиум, Арлингтон, Техас, США                          | KO 9 (12), 2:28                                              | Завоевал титул чемпиона мира по версии WBO (3-я защита Смита) в 1-м среднем весе. |
| 49                                                             | 47-1-1                                                       | 7 мая 2016                                                   | Амир Хан (31-3)                                              | Ти-Мобайл Арена, Лас-Вегас, Невада, США                      | KO 6 (12), 2:37                                              | Защитил титул чемпиона мира по версии WBC, The Ring (1-я защита Альвареса) в среднем весе. |
| 48                                                             | 46-1-1                                                       | 21 ноября 2015                                               | Мигель Котто (40-4)                                          | Мандалай-Бэй, Лас-Вегас, Невада, США                         | UD 12                                                        | Завоевал титул чемпиона мира по версии WBC, The Ring (2-я защита Котто) в среднем весе. Счёт судей: 118-110, 119-109, 117-111. |
| 47                                                             | 45-1-1                                                       | 9 мая 2015                                                   | Джеймс Киркленд (32-1)                                       | Minute Maid Park, Хьюстон, Техас, США                        | KO 3 (12), 2:19                                              | Согласованный промежуточный вес — 155 фунтов (70,3 кг). |
| 46                                                             | 44-1-1                                                       | 12 июля 2014                                                 | Эрисланди Лара (19-1-2)                                      | MGM Grand Garden Arena, Лас-Вегас, Невада, США               | SD 12                                                        | Счёт судей: 115-113, 113-115, 117-111. |
| 45                                                             | 43-1-1                                                       | 8 марта 2014                                                 | Альфредо Ангуло (22-3)                                       | MGM Grand Garden Arena, Лас-Вегас, Невада, США               | TKO 10 (12), 0:47                                            | Счёт судей в момент остановки боя: 89-82, 88-83, 89-82. |
| Бои в рамках промежуточного веса — 155 фунтов (до 70,3 кг).    |                                                              |                                                              |                                                              |                                                              |                                                              | |
| 44                                                             | 42-1-1                                                       | 14 сентября 2013                                             | Флойд Мейвезер (44-0)                                        | MGM Grand Garden Arena, Лас-Вегас, Невада, США               | MD 12                                                        | Потерял титулы WBC и The Ring, не выиграл титул WBA Super в 1-м среднем весе. Согласованный промежуточный вес — 152 фунта. Счёт судей: 114-114, 112-116, 111-117. |
| 43                                                             | 42-0-1                                                       | 20 апреля 2013                                               | Остин Траут (26-0)                                           | Alamodome, Сан-Антонио, Техас, США                           | UD 12                                                        | Объединительный бой за титулы чемпиона мира по версии WBC, 6-я защита Альвареса, по версии WBA, 5-я защита Траута, и вакантный титул The Ring в первом среднем весе. Счёт судей: 118-109, 115-112, 116-111.                                                                                           |
| 42                                                             | 41-0-1                                                       | 15 сентября 2012                                             | Хосесито Лопес (30-4)                                        | MGM Grand Garden Arena, Лас-Вегас, Невада, США               | TKO 5 (12), 2:55                                             | Бой за титул чемпиона мира по версии WBC в первом среднем весе, 5-я защита Альвареса. |
| 41                                                             | 40-0-1                                                       | 5 мая 2012                                                   | Шейн Мосли (46-7-1)                                          | MGM Grand Garden Arena, Лас-Вегас, Невада, США               | UD 12                                                        | Бой за титул чемпиона мира по версии WBC в первом среднем весе, 4-я защита Альвареса. Счёт судей: 119-109, 118-110, 119-109. |
| 40                                                             | 39-0-1                                                       | 26 ноября 2011                                               | Кермит Синтрон (33-4-1)                                      | Monumental Plaza de Toros, Мехико, Мексика                   | TKO 5 (12), 2:53                                             | Бой за титул чемпиона мира по версии WBC в первом среднем весе, 3-я защита Альвареса. |
| 39                                                             | 38-0-1                                                       | 17 сентября 2011                                             | Альфонсо Гомес (23-4-2)                                      | Стэйплс-центр, Лос-Анджелес, Калифорния, США                 | TKO 6 (12), 2:36                                             | Бой за титул чемпиона мира по версии WBC в первом среднем весе, 2-я защита Альвареса. |
| 38                                                             | 37-0-1                                                       | 18 июня 2011                                                 | Райан Рудс (45-4)                                            | Arena VFG, Tlajomulco de Zuñiga, Халиско, Мексика            | TKO 12 (12), 0:48                                            | Бой за титул чемпиона мира по версии WBC в первом среднем весе, 1-я защита Альвареса. |
| Перешёл в первый средний вес — 154 фунта (до 69,85 кг).        |                                                              |                                                              |                                                              |                                                              |                                                              | |
| 37                                                             | 36-0-1                                                       | 5 марта 2011                                                 | Мэттью Хаттон (41-4-2)                                       | Honda Center, Анахайм, Калифорния, США                       | UD 12                                                        | Бой за вакантный титул чемпиона мира по версии WBC в первом среднем весе. |
| 36                                                             | 35-0-1                                                       | 4 декабря 2010                                               | Лавмор Нду (48-11-2)                                         | Estadio Beto Avila, Веракрус, Веракрус, Мексика              | UD 12                                                        | Бой за титул чемпиона по версии WBC silver в первом среднем весе, 2-я защита Альвареса. |
| 35                                                             | 34-0-1                                                       | 18 сентября 2010                                             | Карлос Мануэль Бальдимир (45-12-6)                           | Стэйплс-центр, Лос-Анджелес, Калифорния, США                 | KO 6 (10), 2:58                                              | Бой за титул чемпиона по версии WBC silver в первом среднем весе, 1-я защита Альвареса. |
| 34                                                             | 33-0-1                                                       | 10 июля 2010                                                 | Лучано Леонель Куэлло (26-1)                                 | Arena VFG, Tlajomulco de Zuñiga, Халиско, Мексика            | TKO 6 (12), 1:22                                             | Бой за вакантный титул чемпиона по версии WBC silver в первом среднем весе. |
| 33                                                             | 32-0-1                                                       | 1 мая 2010                                                   | Хосе Мигель Котто (31-1-1)                                   | MGM Grand Garden Arena, Лас-Вегас, Невада, США               | TKO 9 (10), 2:51                                             | |
| Бои в рамках промежуточного веса — 150 фунтов (до 68 кг).      |                                                              |                                                              |                                                              |                                                              |                                                              | |
| 32                                                             | 31-0-1                                                       | 6 марта 2010                                                 | Брайан Кемечис (19-2)                                        | Palenque de la Feria, Тустла-Гутьеррес, Чьяпас, Мексика      | KO 3 (12), 0:23                                              | Защитил титул чемпиона Северной Америки по версии NABF (5-я защита Альвареса) в полусреднем весе. |
| 31                                                             | 30-0-1                                                       | 5 декабря 2009                                               | Ланардо Тинер (21-2)                                         | Тепик, Наярит, Мексика                                       | UD 12                                                        | Защитил титул чемпиона Северной Америки по версии NABF (4-я защита Альвареса) в полусреднем весе. |
| 30                                                             | 29-0-1                                                       | 15 сентября 2009                                             | Карлос Леонардо Эррера (21-1)                                | Auditorio Siglo XXI, Пуэбла-де-Сарагоса, Пуэбла, Мексика     | TKO 1 (10), 2:46                                             | Защитил молодёжный титул чемпиона мира по версии WBC (1-я защита Альвареса) в полусреднем весе. |
| 29                                                             | 28-0-1                                                       | 8 августа 2009                                               | Марат Хузеев (18-4-1)                                        | Auditorio Benito Juárez, Сапопан, Халиско, Мексика           | KO 2 (10), 2:33                                              | Завоевал вакантный молодёжный титул чемпиона мира по версии WBC в полусреднем весе. |
| 28                                                             | 27-0-1                                                       | 6 июня 2009                                                  | Джеферсон Луис Гонсало (19-3-3)                              | Parque Xcaret, Канкун, Кинтана-Роо, Мексика                  | KO 9 (12), 1:54                                              | Защитил титул чемпиона Северной Америки по версии NABF (3-я защита Альвареса) в полусреднем весе. |
| 27                                                             | 26-0-1                                                       | 11 апреля 2009                                               | Мишель Росалес (23-2)                                        | Gimnasio Niños Héroes, Тепик, Наярит, Мексика                | TKO 10 (12), 2:53                                            | Защитил титул чемпиона Северной Америки по версии NABF (2-я защита Альвареса) в полусреднем весе. |
| 26                                                             | 25-0-1                                                       | 21 февраля 2009                                              | Эури Гонсалес (17-0-1)                                       | Auditorio Benito Juárez, Сапопан, Халиско, Мексика           | TKO 11 (12), 1:36                                            | Завоевал титул чемпиона WBO Latino (1-я защита Гонсалеса) и защитил титул чемпиона Северной Америки по версии NABF (1-я защита Альвареса) в полусреднем весе. |
| 25                                                             | 24-0-1                                                       | 17 января 2009                                               | Луис Антонио Фитч (12-1)                                     | Foro Scotiabank, Поланко, Мехико, Мексика                    | TKO 1 (12), 1:52                                             | Завоевал вакантный титул чемпиона Северной Америки по версии NABF в полусреднем весе. |
| Бои в полусреднем весе — 147 фунтов (до 66,68 кг).             |                                                              |                                                              |                                                              |                                                              |                                                              | |
| Бой                                                            | Рекорд                                                       | Дата боя                                                     | Соперник                                                     | Место проведения боя                                         | Результат                                                    | Дополнительно |

## Личная жизнь
У Альвареса шесть братьев, которые также занимаются боксом, и сестра Ана Эльда. Личная жизнь Сауля Альвареса насыщена и разнообразна. За мужчиной тянется шлейф побед на любовном фронте. Перед обаянием Канело не устояли колумбийская модель Барбара Турбей и актриса Кейт дель Кастильо. Альварес — личность социально-активная. Его страницы в «Инстаграме» и «Твиттере» верифицированы и регулярно пополняются новыми фотографиями и записями. В 2016 году Альварес стал встречаться с Фернандой Гомес. Фернанда успешная бизнесвумен с состоянием около 20 миллионов долларов. Она занимается дизайном, владеет маникюрными салонами и модными бутиками в Мексике. В 2017 году у пары родилась дочка. В 2025 году родилась вторая дочь. В 2021 году Альварес и Фернанда поженились. У Альвареса есть еще две дочки и один сын, все от разных отношений.
Канело также является промоутером бокса в Мексике. Его компания Canelo Promotions была основана в 2010 году, а его деловыми партнёрами являются его тренеры, команда отца и сына Чепо и Эдди Рейносо. По состоянию на 2013 год Canelo Promotions представляло 40 боксёров по всей Мексике.